# Kélonia
Koordinaten: 21° 9′ 8,9″ S, 55° 16′ 48,7″ O
Kélonia ist ein auf Meeresschildkröten spezialisiertes Aquarium und eine Beobachtungsstation in der Gemeinde Saint-Leu im Westen der französischen Insel Réunion im Indischen Ozean. Es wurde 2006 auf dem Grund einer ehemaligen Schildkrötenfarm eingerichtet.
Kélonia nimmt an verschiedenen wissenschaftlichen Aktivitäten zur Beobachtung von Meeresschildkröten teil, u. a. an Migrationsstudien, Genetik und Bestandsmonitoring. Es verfügt ebenfalls über eine Schildkrötenkrankenstation.
Zahlreiche Meeresschildkröten, die von Kélonia ausgewildert wurden, sind mit Argos-GPS-Sendern bestückt, und ihre Migrationsrouten können per Internet verfolgt werden.

## Arten
Schwerpunkt sind Meeresschildkröten der im Indischen Ozean vorkommenden Arten Grüne Meeresschildkröte (Chelonia mydas), Echte Karettschildkröte (Eretmochelys imbricata), Unechte Karettschildkröte (Caretta caretta), Oliv-Bastardschildkröte (Lepidochelys olivacea) und Lederschildkröte (Dermochelys coriacea).

## Galerie

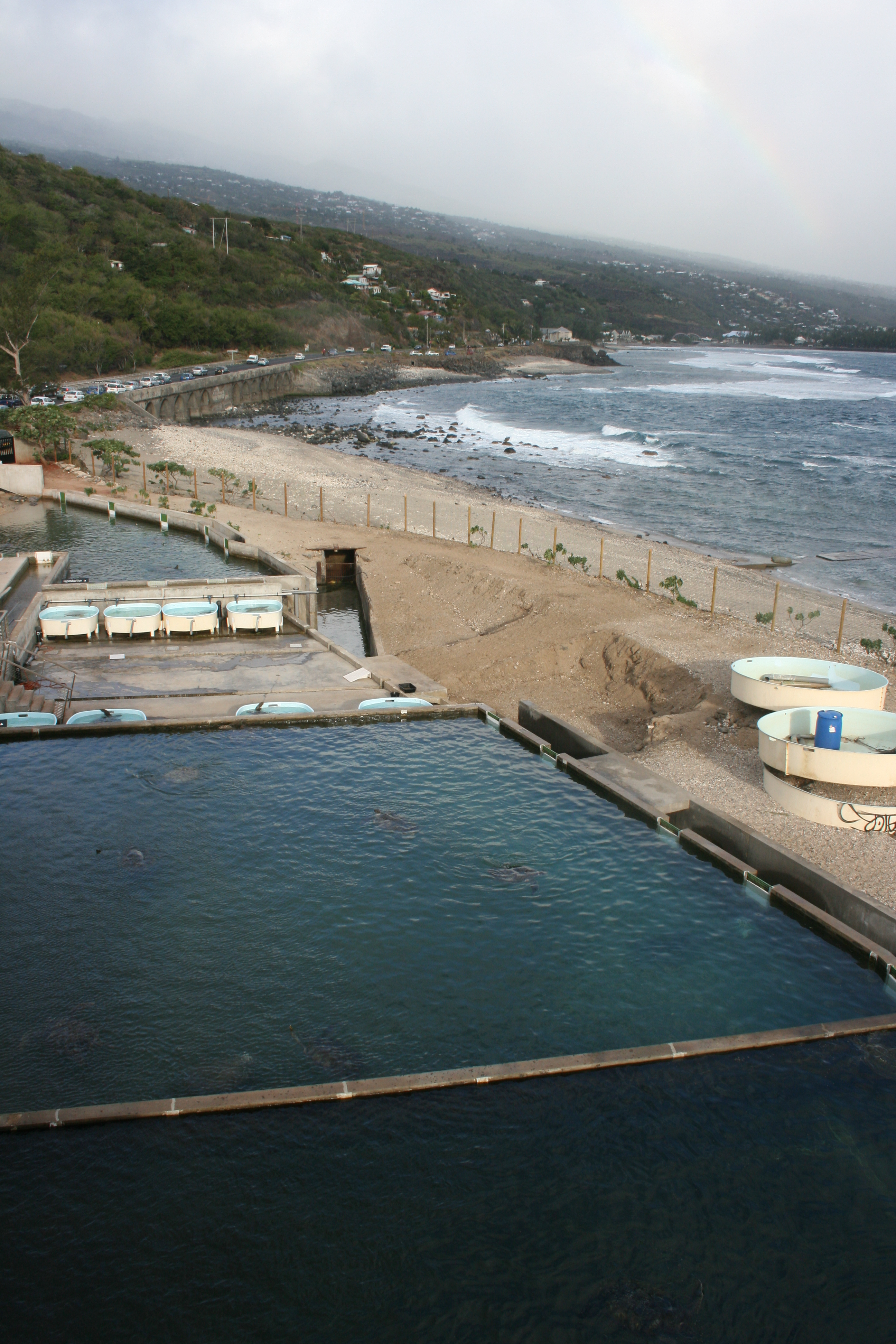
Aufzuchtbecken
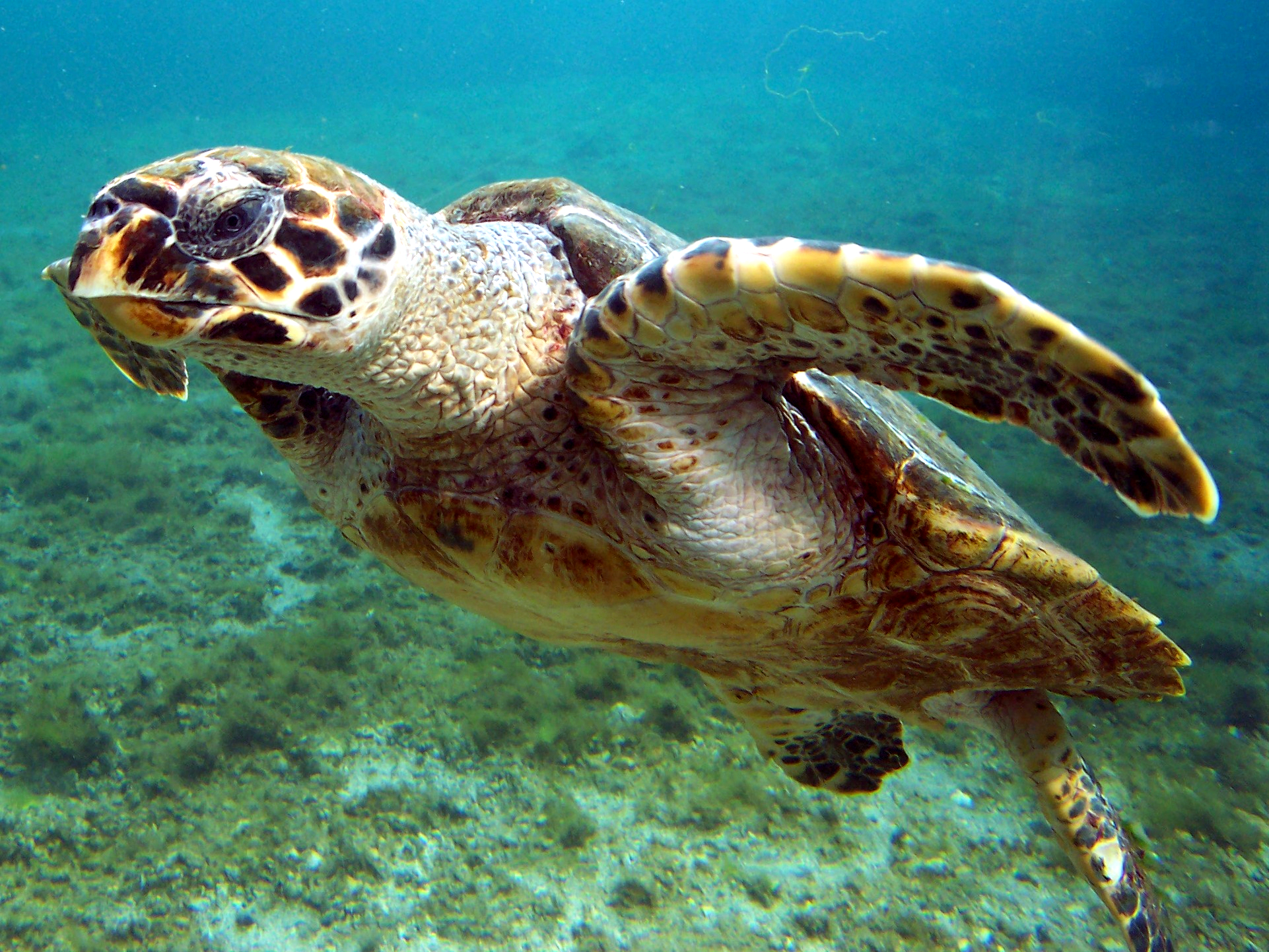
Echte Karettschildkröte
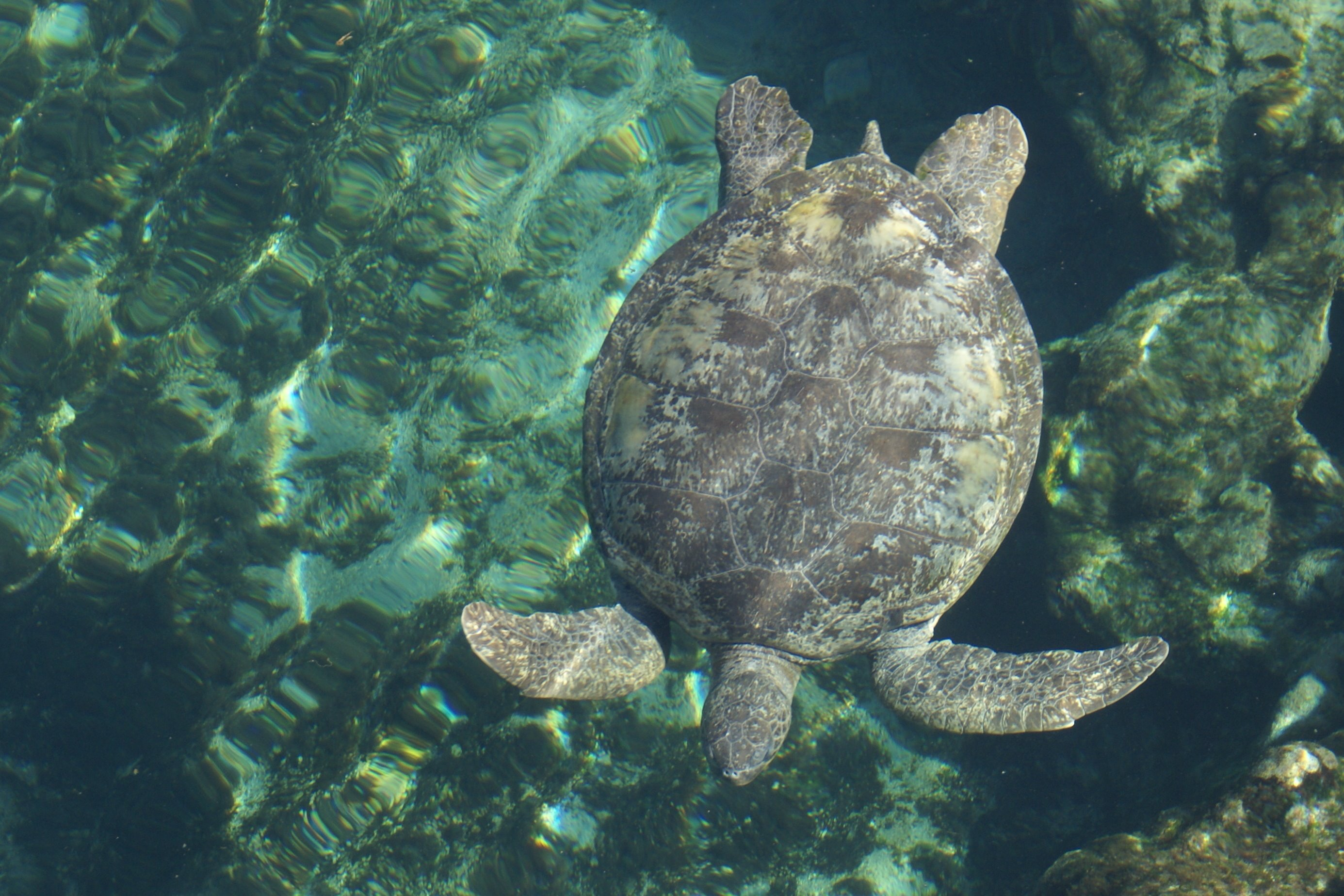
Grüne Meeresschildkröte
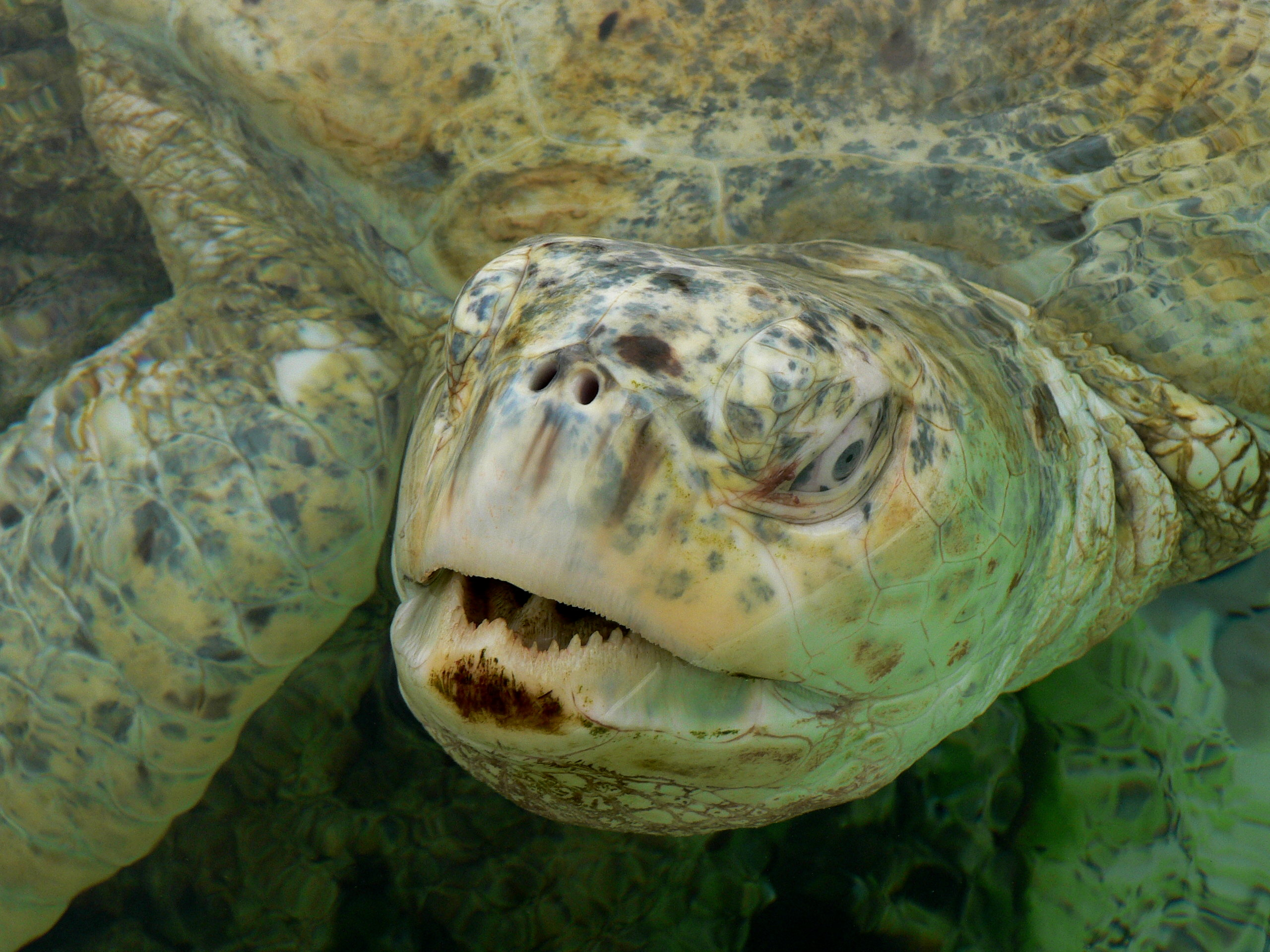
Grüne Meeresschildkröte (Albino)
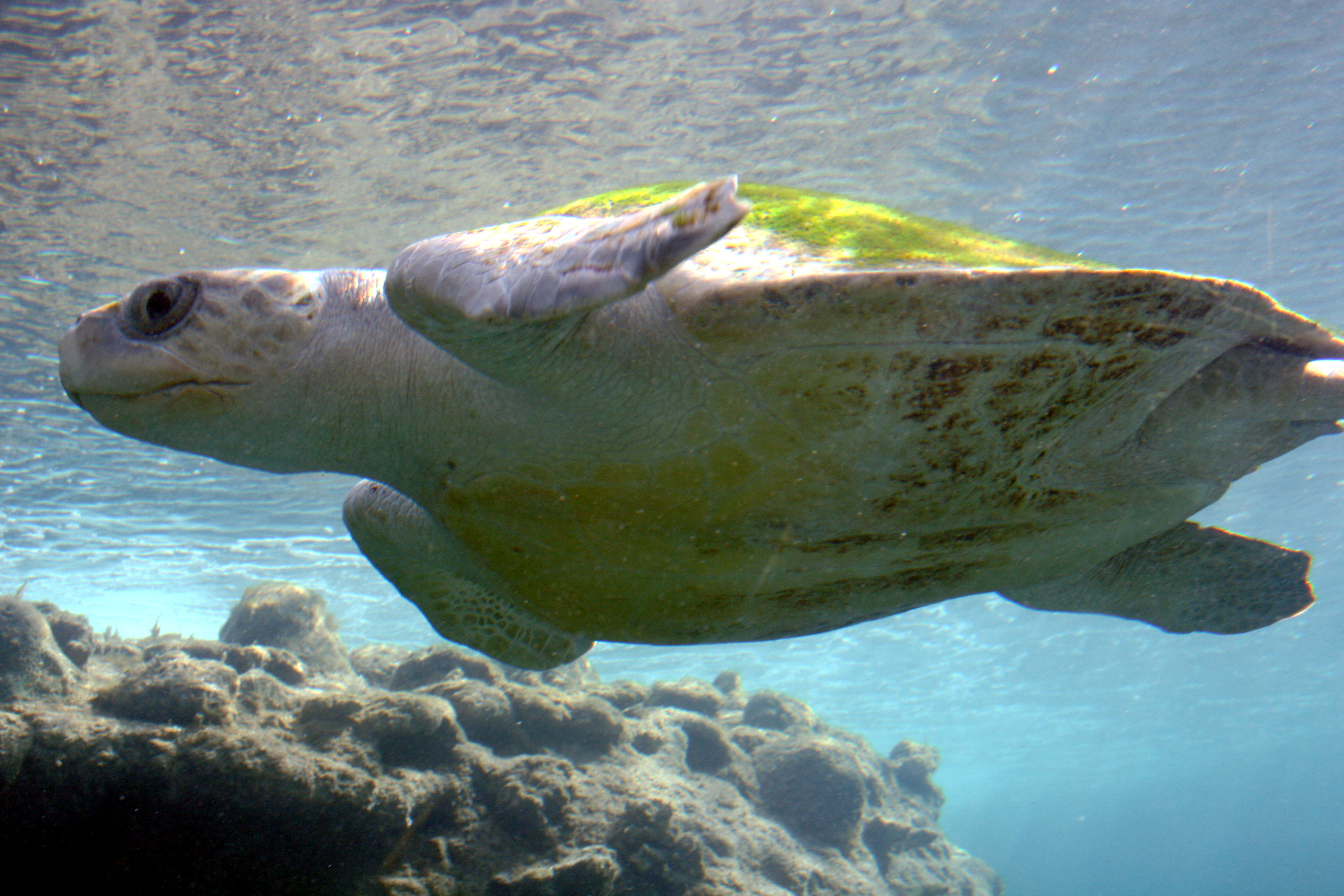
Oliv-Bastardschildkröte